# Operação Gol Contra

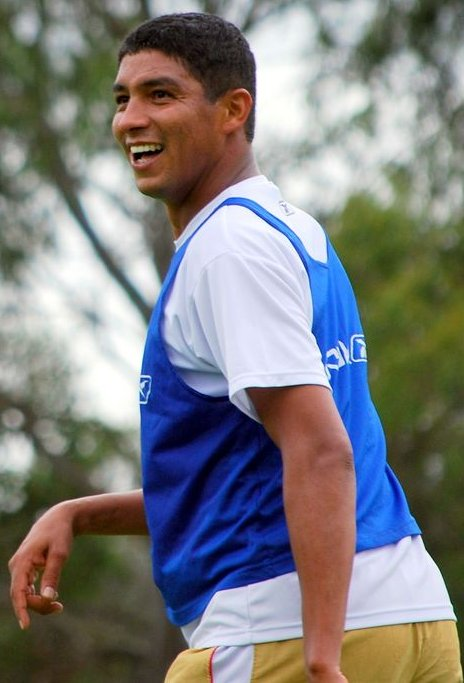
Mario Jardel, na época em que era jogador de futebol. Ele foi o principal alvo da Operação Gol Contra e, como consequência, teve seu mandato como deputado estadual do Rio Grande do Sul cassado por unanimidade.

A Operação Gol Contra foi realizada pelo Ministério Público do Estado do Rio Grande do Sul e iniciada ao final de 2015. O nome é uma referência ao deputado estadual Mario Jardel, principal investigado pela operação, que já foi jogador de futebol (atuou principalmente no Grêmio, no Porto e no Sporting).

## Início
No dia 29 de fevereiro de 2016, o procurador-geral de justiça, Marcelo Lemos Dornelles, denunciou onze pessoas ao desembargador Luiz Felipe Difini. Em seguida, a condução da investigação foi concedida ao promotor de justiça Flávio Duarte (coordenador do GAECO) apoiado pelo SISCrim e pelo Centro de Apoio Operacional Criminal.

## Acusados e crimes
- Mário Jardel Almeida Ribeiro: constituir organização criminosa, peculato, uso de documento falso, concussão, lavagem ou ocultação de bens, direitos e valores.
- Christian Vontobel Miller: constituir organização criminosa.
- Roger Antonio Foresta: constituir organização criminosa, peculato, uso de documento falso e concussão.
- Francisco Demétrio Tafas: constituir organização criminosa e concussão.
- Ricardo Fialho Tafas: constituir organização criminosa, peculato e uso de documento falso.
- Sandra Paula Aguiar de Souza: lavagem ou ocultação de bens, direitos e valores.
- Flávia Nascimento Feitosa: peculato.
- Ana Bela Menezes Nunes: peculato.
- Samantha da Rosa Lindmann: peculato.
- César Ribeiro Júnior: lavagem ou ocultação de bens, direitos e valores.
- Carlos César Menezes Nunes: tráfico de drogas.[2]

## Investigação
A investigação concluiu que durante o período de fevereiro a novembro de 2015 Jardel e seus assessores: Christian, Roger, Ricardo e Francisco (os acusados por constituir organização criminosa listados anteriormente) estiveram envolvidos em esquemas de corrupção. Entre os crimes, estava o peculato-desvio (a quadrilha pagava, com a verba pública, diárias, indenizações e funcionários inexistentes, e ficava com o dinheiro). Outros crimes foram os de concussão (onde a organização obrigava servidores a repassarem parte de seus salários para ela), uso de documentação falsa e lavagem de dinheiro. A quantia desviada é estimada em R$ 212.203,75. Mário Jardel e Christian Vontobel eram os mentores da organização, mesmo que Jardel recebesse uma parte maior dos lucros da equipe.

### Crimes

#### Concussão
Roger Antonio Foresta e Ricardo Fialho Tafas eram responsáveis pela cobrança dos salários de assessores de deputado (que são cargos de comissão), da execução das ordens de Jardel e da geração de diárias inexistentes e de indenizações veiculares irregulares.

#### Peculato
Flávia Nascimento Feitosa, Ana Bela Menezes Nunes e Samantha da Rosa Lindmann eram servidoras públicas nomeadas que não cumpriam suas funções mas eram remuneradas. Foram responsáveis pelo peculato, desviando mais de R$ 78.598,69 para a esposa de Mário Jardel, Sandra Paula Aguiar de Souza.

#### Indenização Veicular irregular,
Mário Jardel, Ricardo Fialho e Roger Antonio receberam 52 Indenizações Veiculares irregulares. De acordo com a investigação, os três viajavam com seus carros particulares de casa até Porto Alegre, marcando 40  quilômetros diários, e alegavam que os trajetos eram de atividade parlamentar. Ao todo, eles lucraram R$ 8.945,00 com essa prática criminosa.

#### Tráfico de drogas
Carlos César Menezes Nunes foi denunciado por tráfico de drogas. Ele repassava narcóticos a Mário Jardel. Dia 30 de novembro de 2015, foram realizadas buscas no apartamento de Jardel, onde 2 trouxinhas de cocaína foram encontradas. Segundo o Ministério Público, o salário pago a Ana Bela Menezes Nunes (esposa de Carlos César Menezes Nunes e funcionária-fantasma) era de 3,8 mil reais e este seria, na verdade, a forma de Mário Jardel pagar pelas drogas, uma vez que Ana Bela nem trabalhava.

### Troca de favores
A investigação concluiu também que o deputado teria ganho 10 cargos no governo em troca de seu voto em projetos de interesse de outros políticos. O voto dele foi essencial para a aprovação do aumento do ICMS em setembro de 2015.

## Cassação de Mário Jardel
Com base nas denúncias do Ministério Público, a Justiça afastou Mário Jardel de sua função como deputado estadual do Rio Grande do Sul por 180 dias, já que havia uma suspeita muito grande de que os crimes de fato haviam sido cometidos. Concomitantemente, o presidente da Assembleia Legislativa gaúcha, Edson Brum (PMDB), enviou as denúncias à Corregedoria. Um dia depois disso, os líderes do PSD estadual reuniram-se e decidiram suspender Jardel do partido, até que as investigações fossem concluídas.
Em 3 de dezembro, a Comissão de Ética abre a investigação. No dia 7, Mário Jardel deveria prestar depoimento à Comissão de Ética da Assembleia, mas ele ficou calado por recomendação de seu advogado.
No dia 22 de dezembro, o corregedor-geral da Assembleia Legislativa Gaúcha Marlon Arator Santos da Rosa, propôs a cassação do mandato de Mário Jardel, alegando que este "demonstra inequivocamente a quebra de decoro". Apenas em 25 de fevereiro de 2016 que o deputado denunciado entregou sua defesa à Comissão de Ética da Assembleia Legislativa. Segundo o advogado dele, as investigações não apontaram provas suficientes para incriminar o deputado. Finalmente, no dia 29 de fevereiro, o MP-RS denunciou o parlamentar.
Em 18 de abril de 2016, Mário Jardel pediu licença-saúde por 30 dias, alegando depressão. Em 8 de junho, um relatório feito pela Subcomissão de Ética que pedia a cassação do mandato de Jardel foi entregue e aprovado. Minutos antes de entrar na votação definitiva no dia 5 de julho (que decidiria se o parlamentar seria cassado), uma decisão da Justiça barrou o projeto, justificando que o acusado ainda não tinha sido ouvido.
Em 14 de outubro, o processo recomeçou, pois à época o deputado já teve a oportunidade de prestar depoimento. Ao ser chamado novamente, Mário Jardel disse que sua avó estava doente e então não poderia depor. Por fim, dia 22 de dezembro de 2016, 51 deputados votaram e a cassação de Mário Jardel foi aprovada por unanimidade. Ele foi substituído por Tarcíso Flecha Negra, membro do PSD.